# Oorlogsmonument Carolinapark Dieren

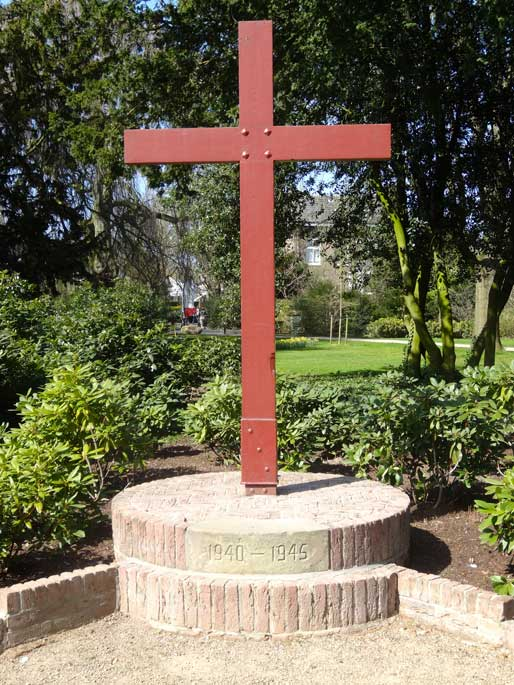
Oorlogsmonument

Het oorlogsmonument in het Carolinepark  in de plaats Dieren in de Nederlandse gemeente Rheden is een monument voor de herdenking van de Tweede Wereldoorlog in Nederland. De groepen die herdacht worden zijn de vervolgden, het verzet, de burgerslachtoffers en de militairen in dienst van het Koninkrijk der Nederlanden. Dit monument staat centraal tijdens de jaarlijkse dodenherdenking in Dieren.

## Ontwerp
Het oorlogsmonument heeft een voetstuk van roodgekleurde stenen. Het voetstuk heeft de vorm van een schijf waar een verlaagde bakstenen rand voor staat. In het midden van het voetstuk is een grotere betonnen steen geplaatst waarin 1940-1945 gegraveerd staat. Op het voetstuk is een eenvoudig houten kruis geplaatst. Dit kruis is van roodgekleurd hout en in zowel het midden als onderaan zijn spijkerkoppen zichtbaar. Achter het monument is een plantsoen aangelegd. Links van het oorlogsmonument staat een vlaggenmast.

## Geschiedenis
Op 16 april 1945 werd Dieren bevrijd, vanuit Velp door de Engelsen en vanuit Zutphen door de Canadezen die elkaar bij de sluis in Dieren ontmoetten. Na de bevrijding hebben de Dierense Oranjevereniging, de vereniging Algemeen Belang Dieren en Omstreken en de afdeling Dieren van de stichting 1940-1945 een voorlopig gedenkteken voor de slachtoffers van de Tweede Wereldoorlog opgericht. Dit tijdelijke monument werd in 1948 onthuld. In 1955 werd hier een definitief monument geplaatst op verzoek van de drie organisaties aan de gemeente. In 2009 is het kruis gerestaureerd.

## Herdenking

### Herdenkingsgeschiedenis
Voor de herdenking van de Tweede Wereldoorlog zijn in Dieren meerdere oorlogsmonumenten geplaatst. Er zijn drie monumenten te vinden ter nagedachtenis aan specifieke mensen die een rol hebben gespeeld tijdens de tweede wereldoorlog in Dieren. Verder is er in het NS-station een plaquette geplaatst voor alle burgerslachtoffers en bij de sluis een monument voor de Noodbrug. Het oorlogsmonument in het Carolinapark is het enige monument in Dieren waar alle betrokken groepen uit Dieren herdacht worden.

### Actuele herdenking
Het oorlogsmonument staat elk jaar nog centraal bij de herdenking van de bevrijding van Dieren. Op 16 april vindt de jaarlijkse stille tocht plaats die altijd eindigt bij het oorlogsmonument in het Carolinapark. Sinds 2008 is de organisatie in handen van Stichting Vrienden van de Oranjerie. De burgemeester van Rheden houdt bij het oorlogsmonument een toespraak waarna kransen gelegd worden. Leerlingen van scholen uit de omgeving worden betrokken bij de herdenking. Kinderen van OBS Koningin Emma, PC De Boomgaard en SG Het Rhedens worden van school opgehaald door oude legervoertuigen en motoren. Enkelen dragen voor het oorlogsmonument gedichten voor, vertellen verhalen of zingen over wat zij bij de herdenking ervaren. Ook andere verenigingen uit Dieren verzamelen zich bij het oorlogsmonument, zoals het Dierens Mannenkoor. Bij elke herdenking is een minuut stilte waarna de vlag onder het Wilhelmus gehesen wordt.

## Locatie
Het oorlogsmonument staat in het Carolinapark (Hoflaan 28, 6953 AM Dieren) in Dieren-Zuid. Dit is een stadspark opengesteld voor het publiek.